# میمون (فیلم ۲۰۰۵)
میمون (انگلیسی: The Ape) یک فیلم کمدی-درام آمریکایی محصول سال ۲۰۰۵ که توسط جیمز فرانکو در اولین کارگردانی، نویسندگی، بازیگری و تهیه کنندگی اجرایی ساخته شد.
این فیلم در ۱۸ ژوئن ۲۰۰۵ در ایالات متحده اکران شد.

## داستان
یک نویسنده جوان که به یک فروپاشی روانی ناشی از خانواده و رئیسش نزدیک می‌شود، به آپارتمانی نقل مکان می‌کند که در آن یک میمون بددهن راه می‌رود، صحبت می‌کند و …

## پاسخ انتقادی
ورایتی این فیلم را «خودآزاری» نامید.